# FC SYNOT Slovácká Slavia Uherské Hradiště
FC SYNOT Slovácká Slavia Uhershé Hradiště is een voormalige voetbalclub uit het Tsjechische Uherské Hradiště. De club werd in 1894 als ČFK Uherské Hradiště opgericht en verdween uit het voetbal in 2000 na de fusie met FC SYNOT uit het naburige Staré Město tot FC Synot. De club speelde in haar geschiedenis één seizoen,  1995/96, als FC JOKO Slovácká Slavia Uherské Hradiště op het hoogste niveau van het Tsjechische voetbal. In het seizoen 1989/90 behaalde de club de finale van de Tsjechische beker, de beste prestatie van de club in de beker en als eerste en enige club in Tsjechië die dit lukte als 3e klasser. Het bijvoeglijke voornaamwoord Slovácká in de naam van de club is een verwijzing naar de streek, Slovácko, waaruit de club komt.

## Naamswijzigingen
- 1894 – ČFK Uherské Hradiště (Český fotbalový klub Uherské Hradiště)
- 1919 – AC Slovácká Slavia Uherské Hradiště (Athletic Club Slovácká Slavia Uherské Hradiště)
- 1948 – TJ Spartak Let Uherské Hradiště (Tělovýchovná jednota Spartak Let Uherské Hradiště)
- 1956 – TJ Spartak Hradišťan Uherské Hradiště (Tělovýchovná jednota Spartak Hradišťan Uherské Hradiště)
- 1967 – TJ Uherské Hradiště (Tělovýchovná jednota Uherské Hradiště)
- 1969 – TJ Slovácká Slavia Uherské Hradiště (Tělovýchovná jednota Slovácká Slavia Uherské Hradiště)
- 1993 – FC T.I.C. Slovácká Slavia Uherské Hradiště (Football Club Trade Investment Consulting Slovácká Slavia Uherské Hradiště)
- 1995 – FC JOKO Slovácká Slavia Uherské Hradiště (Football Club JOKO Slovácká Slavia Uherské Hradiště)
- 1996 – FC Slovácká Slavia Uherské Hradiště (Football Club Slovácká Slavia Uherské Hradiště)
- 1999 – FC SYNOT Slovácká Slavia Uherské Hradiště (Football Club Syn a Otec Slovácká Slavia Uherské Hradiště)

## Erelijst
| Nationaal tot 1993             |    |         |
| Finalist van Tsjechische beker | 1× | 1989/90 |
| Nationaal vanaf 1993           |    |         |
| Kampioen van MSFL              | 1× | 1993/94 |
| Kampioen van 2. liga           | 1× | 1994/95 |

## Verbonden aan Slovácká Slavia Uherské Hradiště
- Richard Dostálek
- Michal Kadlec
- Miroslav Kadlec
- Milan Kerbr
- Jiří Ondra